# نیترید ایندیم
نیترید ایندیم (به انگلیسی: Indium nitride) با فرمول شیمیایی InN یک ترکیب شیمیایی است. که جرم مولی آن 128.83 g/mol می‌باشد. شکل ظاهری این ترکیب، پودر سیاه است.